# Ekonomika Svazijska

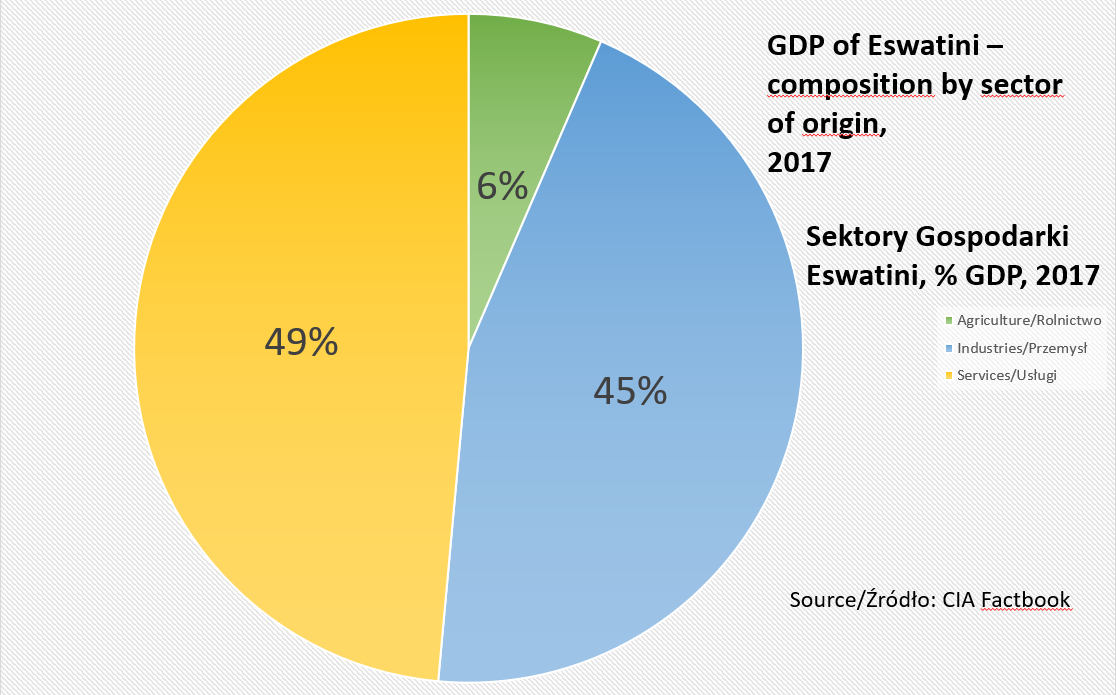
Graf ekonomiky

Ekonomika Svazijska je poměrně diverzifikovaná. Zemědělství, lesnictví a těžba rud tvoří zhruba 13 % HDP Svazijska, zatímco výrobní odvětví (převážně cukrovarnictví a výroba textilu) reprezentují 37 % HDP. Služby tvoří zbývajících 50 %, nicméně značnou část služeb představují služby státní.
Navzdory tlumenému růstu ekonomiky v období na přelomu 80. a 90. let 20. století, které bylo značně ovlivněno ekonomickými problémy a politickými změnami v Jihoafrické republice, vykazuje Svazijsko z dlouhodobého hlediska nejlepší výsledky v ekonomickém růstu. Díky liberálnímu přístupu k zahraničním a soukromým investicím, především v hornictví a průmyslu vzrostlo HDP mezi lety 1980–1990 o 6,7 % a mezi lety 1990–2000 o 3,4 %. Zranitelnost svazijské ekonomiky leží ve velké míře na závislosti na produkci cukrové třtiny a na Jihoafrické republice, jež poskytuje možnost vývozu, investic a zaměstnání. I přesto má Svazijsko rozvinutá průmyslová odvětví v oblasti zpracování celulózy, konzervovaného ovoce, textilní výroby a výroby spotřebního zboží, jako například lednic, obuvi a domácích produktů. Oficiální finanční aktiva Svazijska mají dvojí správu. Aktiva náležící Svazijskému národu, zahrnující komunální půdní zdroje a minerály, jsou spravovány institucí Tibiyo TakaNgwane (bohatství národa). Ta byla založena roku 1968 králem Sobhuzou II. a operuje nezávisle na svazijském parlamentu. Moderní ekonomika spadá pod vládu a je pod stálým tlakem na ekonomické změny. Na rozdíl od rychlého růstu v 90. letech přišla po roce 2000 stagnace, způsobená zhoršujícím se investičním klimatem, narušováním ekonomických preferencí, klesající konkurenceschopností, slabou institucionální kapacitou a devastací pracovní síly vlivem HIV/AIDS. Průměrný růst HDP byl 2,6 % na osobu v letech 2000–2008. V reakci na světovou hospodářskou krizi v letech 2008–2009 se ekonomika Svazijska v letech 2009–2010 zpomalila a v roce 2011 prošla malým poklesem, než se vrátila k růstu o dvě procenta na osobu mezi lety 2012–2015.

## Zemědělství
Pozemky v soukromém vlastnictví (Title Deed Lands – TDL) jsou charakterizovány vysokou mírou investic, zavlažování a produktivitou. Nicméně většina obyvatelstva, zhruba 75 %, je zaměstnána v samozásobitelském zemědělství na půdě ve vlastnictví státu (Swazi Nation Land – SNL), která je naopak charakterizována nízkou produktivitou a nízkou mírou investic. Toto dvojí rozdělení svazijské ekonomiky s vysokou produktivitou v textilním průmyslu a industrializovaným zemědělstvím na TDL na jedné straně, a naopak klesající produktivitou samozásobitelského zemědělství na SNL na straně druhé dobře vysvětlují nízký rozvoj, vysokou nerovnost a nezaměstnanost v zemi.

### Ekonomický růst
Svazijsko ve svém ekonomickém růstu zaostávalo za svými sousedy. Opravdový růst HDP od roku 2001 byl v průměru 2,8 procenta, což je o téměř 2 procenta méně, než tomu bylo v ostatních členských zemích Jihoafrické celní unie. Hlavní důvody tohoto problému jsou opakovaná sucha, vysoký výskyt HIV a AIDS, a velký a neefektivní vládní sektor. Úpadek financí ve veřejném sektoru na konci let 1990 následoval přebytek o dekádu dříve. Kombinace klesajících příjmů a rostoucích výdajů vedla k vysokým schodkům v rozpočtu. Tyto značné útraty ovšem nevedly k ekonomickému růstu a netěžili z nich chudí, byť se v míra chudoby v prvním desetiletí druhé tisíciletí lehce snížila. Většina útrat se promítla do výdajů spojených s platy, převody a dotacemi. Výdaje na platy zaujímají zhruba 15 procent celkového HDP a 55 procent celkových veřejných výdajů, čímž se Svazijskou řadí na jednu z nejvyšších příček v tomto směru na africkém kontinentu. Rapidní nárůst v příjmech Jihoafrické celní unie nicméně obrátil finanční situaci a značný přebytek byl zaznamenán v letech 2006–2007 a 2012–2013. Příjmy Jihoafrické celní unie tvoří nyní asi 50 procent celkových vládních příjmů. Za posledních 20 let došlo ke zřetelnému snížení zahraničního dluhu (v roce 2006 čítal méně než 20 procent HDP) a tuzemský dluh je téměř zanedbatelný.

## Obchodní partneři
Svazijská ekonomika je velmi úzce spjatá s ekonomikou Jihoafrické republiky, odkud čerpá zhruba 90 procent importovaného zboží a kam naopak vyváží zhruba 70 procent zboží. Dalšími obchodními partnery Svazijska jsou Evropská unie, Spojené státy americké, od kterých země obdržela obchodní preference na oděvní produkty (pod African Growth and Oppurtunity Act – USA) a na cukr (od EU). Pod těmito dohodami se vývozu oděvů a cukru dařilo a docházelo k nárůstu investic ze zahraničí. Míra exportu textilního zboží vzrostla mezi lety 2000 a 2005 o 200 procent a nárůst v exportu cukru vzrostl ve stejném časovém úseku o 50 procent. Tento rozvoj exportního sektoru je ovšem ohrožen zrušením preferenčních dohod na oděvy postupným odstraňováním výhodných cen na cukr na evropském trhu. Svazijsko bude tedy vystaveno výzvě, kdy bude muset zůstat konkurenceschopné v měnícím se globálním systému. Klíčový faktor k překonání tohoto problému

## Infrastruktura
Svazijské království má velmi dobře rozvinuté silniční spojení s Jihoafrickou republikou. Železniční společnost (Swazi Rail) provozuje své železnice, které vedou z východu na západ a ze severu na jih. Starší spojení mezi východem a západem, nazývané linka Goba, umožňuje vyvážet volně ložené zboží ze Svazijské království přes přístav Maputo v Mosambiku. Až donedávna byla většina svazijských dovozů přepravována tímto transportem. Konflikt v 80. letech v Mosambiku odklonil mnoho svazijských vývozů do přístavů v Jižní Africe. Severojižní železniční spojení, které bylo dokončené v roce 1986 poskytuje spojení mezi železniční sítí Východní Transvaal (nyní Mpumalanga) a jihoafrickými přístavy Richards Bay a Durban. Od poloviny osmdesátých let zahraniční investice do zpracovatelského sektoru výrazně podpořily tempo ekonomického růstu. Od poloviny roku 1985 odpisovaná hodnota měny zvýšila konkurenceschopnost svazijského vývozu a zmírnila růst dovozů, což vedlo k přebytkům v obchodu. Během devadesátých let minulého století se v zemi vyskytovaly malé obchodní deficity velmi často.

## Cukrovarnictví
Svazijsko je čtvrtým největším producentem cukru v Africe a 25. na celém světě. Velké zaměření na tento průmysl je tedy nezbytné pro růst svazijské ekonomiky. V roce 2017 činilo HDP Svazijska 11,34 miliard amerických dolarů, z toho 7,2 % pramenilo ze zemědělského sektoru. V rámci zemědělství má na HDP největší vliv právě cukrová třtina jakožto nejvyváženější produkt Svazijska. Dvě třetiny celé cukerné produkce a přes 3000 pracovních míst zajišťuje největší producent cukru Royal Swaziland Sugar Corporation (RSSC). Hlavní cukrovary se nacházejí ve městech Simunye a Mhlume a dohromady vyrobí 430 000 tun za rok. Druhým největším producentem je Ubombo Sugar Limited, jež se rozrostl z výroby 5600 tun v roce 1958 na přibližně 230 000 tun cukru ročně.
Nejdůležitějším obchodním partnerem pro vývoz cukru Svazijska a Jihoafrického rozvojového společenství (Southern African Development Community, SADC) byla historicky Evropská unie, odebírající 24–55 % celkového prodeje cukru Svazijska. Z celkové produkce 680 881 tun cukru mezi lety 2014–2015 putovalo do EU 355 000 tun. Dalším významným obchodním partnerem jsou Spojené státy kam v období 2014–2015 mířilo 34 000 tun cukru v limitu celních kvót (Tariff Rate Quota).
Kvóty dodržované EU a Spojenými státy se podobají Protokolu o cukru, jež vyšel v platnost roku 1975 a jehož cílem byl pro EU nákup a vývoz specifických množství cukru ze zemí Afriky, Karibiku a Tichomoří. Tyto ceny a množství garantovaly produkci a zároveň značně převyšovaly světové ceny, což znamenalo podstatné zisky pro tyto poměrně zchudlé země. Tato dohoda ale ukončila platnost v roce 2009 kvůli neschopnosti EU podporovat předem stanovené požadavky. Po skončení platnosti byl Protokol o cukru nahrazen samostatnými hospodářskými spoluprácemi s různými regiony. Poptávka zůstala stejně vysoká, ale ceny klesly. V případě Svazijska se jim dostalo ujištění, že jejich produkty bude EU stále kupovat.

## Těžba
Hlavními zdroji těžebních zisků ve Svazijsku jsou azbestový důl v Bulembu, uhelný důl Maloma a lomy v Kwalini a Tonkwane. Minerály představují 2 % svazijského HDP a 2 % výnosů z vývozu.